# Чиринков, Рамазан Гейбулла оглы
Рамазан Гейбулла оглы Чиринков (азерб. Ramazan Heybullah oğlu Çirinqov; 15 февраля 1969 — 3 сентября 1995) — сотрудник правоохранительных органов Республики Азербайджан. Национальный герой Азербайджана (1995).

## Биография
Родился Рамазан Чиринков 15 февраля 1969 года в селе Мешашамбул, ныне Балакенского района, Азербайджанской ССР. В 1986 году завершил обучение в средней школе села Мешашамбул. В 1987 году был призван Балакенским районным военным комиссариатом на срочную военную службу в Советскую армию. Был направлен исполнять воинский долг в Афганистан. В составе Ограниченного контингента советских войск в Афганистане принимал активное участие в боевых действиях. За проявленное мужество был награжден Грамотой Президиума Верховного Совета СССР воину-интернационалисту с вручением нагрудного знака «Воину-интернационалисту».
В 1989 году Рамазан Чиринков был уволен из рядов Советской армии и вернулся в Азербайджан. Начал свою трудовую деятельность в качестве полицейского в Балакенском отделе внутренних дел Азербайджанской ССР.
В то время в Нагорном Карабахе вооружённый конфликт только начал развиваться. В качестве сотрудника полиции он неоднократно командировался в районы Нагорного Карабаха, принимал активное участие в операциях по защите интересов суверенного Азербайджана.
В 1995 году в родном для Рамазана Балакенском районе группа вооружённых контрабандистов пыталась пересечь государственную границу. В операции по нейтрализации преступной группировки принимал участие и старшина полиции Рамазан Чиринков. 3 сентября 1995 года, Рамазан Чиринков защищая интересы своего государства, героически погиб при исполнении служебного долга.
Рамазан был не женат.

## Память
Указом Президента Азербайджанской Республики № 424 от 26 декабря 1995 года Рамазану Гейбулла оглы Чиринкову было присвоено звание Национального героя Азербайджана (посмертно).
Похоронен в родном селе Мешашамбул Балакенского района республики Азербайджан.
Одна из улиц в Балакенском районе носит имя Национального героя Азербайджана.